# (51599) Brittany
(51599) Brittany est un astéroïde de la ceinture principale.

## Description
(51599) Brittany est un astéroïde de la ceinture principale. Il fut découvert le 28 avril 2001 à Emerald Lane par Loren C. Ball. Il présente une orbite caractérisée par un demi-grand axe de 2,27 UA, une excentricité de 0,17 et une inclinaison de 7,7° par rapport à l'écliptique.

## Compléments